# Паламарчук Зоряна Віталіївна
Зоряна (Злата-Зоряна) Віталіївна Паламарчук (18 липня 1991, смт Крижопіль, Вінницька область) — українська поетеса, радіоведуча, громадський діяч.

## Творчість
Автор слів до пісень «Небесна Сотня» (гурт «TaRuta»), «На відблисках мого меча» (гурт «Тінь Сонця»), «Час ітиме як йшов» (гурт «Тобі Здалося»), «Дай мені так» (гурт «Колір Ночі»).
Учасник всеукраїнських фестивалів «Холодний Яр», «Голосіївська Криївка», Фестиваль Тараса Шевченка — «Ше.Fest». Лауреат в номінації Натхнення Майдану фестивалю «Воля громади». Червона доріжка Гідності.
До друку готується її перша збірка патріотичної поезії «Словом по війні», присвячена подіям Революції Гідності і російсько-українській війні (видавець, письменник Сергій Пантюк).

## Громадська діяльність
Координатор мистецько-повстанської сцени фестивалю «Голосіївська Криївка».
Ведуча просвітницької галявини фестивалю Тараса Шевченка — «Ше.Fest».
Організатор благодійних музично-поетичних заходів, на яких збиралися кошти для українських бійців: «Словом по війні», «Наша Війна».
Ведуча програми «МузБат» на Емігрантському радіо.

## Відзнаки
Відзнака від Голови Служби, генерала армії України Василя Грицака «За служіння українському народові, захист суверенітету держави та значний внесок в справу звільнення України від антинародної влади під час подій Революції Гідності».